# Dvor pri Polhovem Gradcu
Dvor pri Polhovem Gradcu je naselje v Občini Dobrova - Polhov Gradec. Leži v dolini Gradaščice v Polhograjskem hribovju ob cesti 641 Dobrova–Polhov Gradec na levi strani reke. Od Polhovega Gradca je oddaljen 2 km.
V vasi je osrednja znamenitost cerkev sv. Petra, imenovana tudi grofovska cerkev, narejena kmalu po rušilnem potresu na tem območju. Cerkev je iz pozne gotike. Z njeno gradnjo so pričeli leta 1525. Druga cerkev v naselju, podružnična cerkev svetega Nikolaja, je bila postavljena leta 1773 na mestu srednjeveške prednice, verjetno po načrtih Lovrenca Pragerja.

## Kulturna dediščina
V naselju sta dve cerkvi. Prva stoji vzhodno od ceste v južnem delu naselja in je posvečena svetemu Nikolaju in se prvič omenja v listinah iz leta 1526. V baročnem stilu je bila predelana leta 1773, potencialno delo Lovrenca Pragerja (ok. 1720–1791). Ima osmerokotno ladjo z dvema stranskima kapelama. Glavni oltar je iz leta 1802. Cerkev ima status kulturne dediščine.
Druga cerkev stoji sredi naselja. Gre za poznogotska cerkev, ki je posvečena svetemu Petru in je bila zgrajena leta 1525, verjetno na mestu prejšnje cerkve. Ima izrezljana vrata in poznogotski lesen strop z renesančnimi elementi. Njen glavni oltar je iz leta 1739, eden od stranskih z letnico 1627, posvečen svetemu Valentinu, pa bi bil lahko najstarejši ohranjeni primerek pozlačenega lesenega oltarja na Slovenskem, če ne bi bil na različnih mestih pretirano restavriran. Cerkev ima status kulturne dediščine. Zgrajena je bila iz ruševin grada Baumgarten, potem ko je bil uničen v potresu leta 1511 in jo imenujejo tudi »cesarska cerkev«  ali »grofovska cerkev«.
V središču naselja, poleg cerkve svetega Petra, stoji kapela posvečena Devici Mariji. V niši je Marijin kip z letnico 1897. Svetišče ima status kulturne dediščine.

Na skrajnem severovzhodnem delu naselja, na vzhodni strani ceste na križišču poti za Belico in Babno Goro, stoji obpotno znamenje. Gre za leseno razpelo z vklesano letnico 1904 v kamnito podlago. Svetišče ima status kulturne dediščine.
- Cerkev sv. Nikolaja
- Cerkev sv. Petra
- Kapela
- Znamenje na križišču ceste v Belico in Babno goro

V Dvoru poleg sakralnih objektov stojijo še sledeči kulturni spomeniki:
- Arheološko nadišče dvorca Baumgartenhof, ki je bil zgrajen v 15. stoletju in bil uničen v rušilnem potresu leta 1511. Najdišče vključuje grobišče poleg cerkve sv. Nikolaja.[10] Prva omemba dvorca sega v leto 1469 kot Pawngarten, leta 1498 pa kot Paumgartten. Konec 15. stoletja je bil v lasti Konrada Hassa.[6]
- Središče vasi, ki stoji na terasi Gradaščice, skupaj z dvema cerkvama, vaškim središčem in lipo, je sestavljeno iz več hiš iz druge polovice 19. stoletja.[11]